# 鵝島

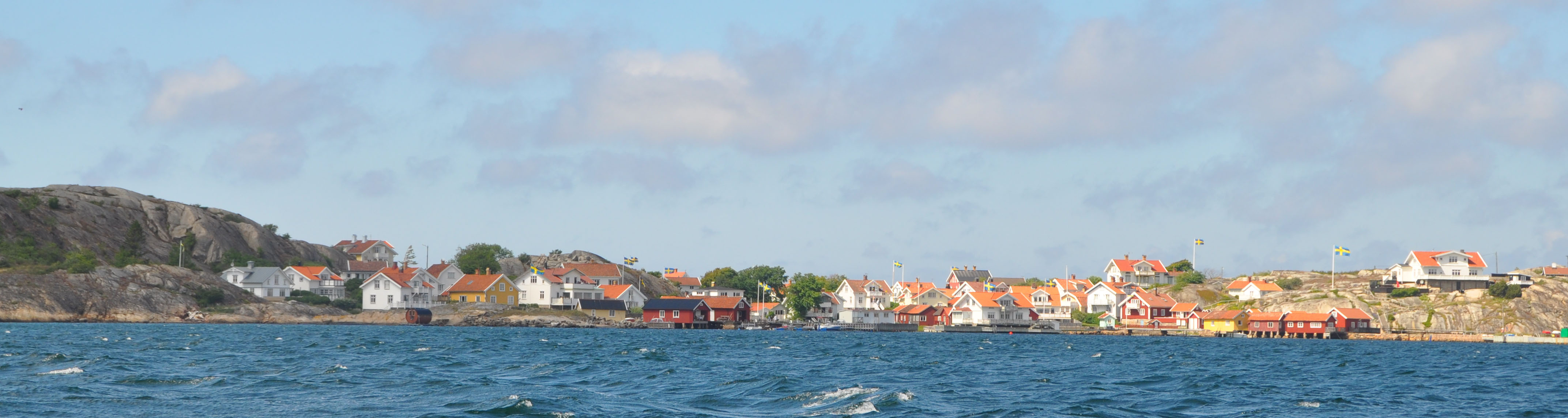
鵝島的景色

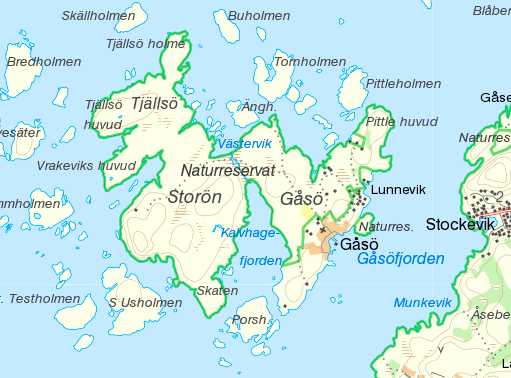
鵝島和周邊島嶼的地圖

鵝島（瑞典語：Gåsö）是瑞典西约塔兰省呂瑟希爾的一個島嶼。鵝島位於古爾馬斯峽灣的入口處，是古爾馬斯自然保護區的一部分。